# 岡山県道280号市場川辺線
岡山県道280号市場川辺線（おかやまけんどう280ごう いちばかわべせん）は、岡山県倉敷市を通る一般県道である。

## 概要
倉敷市真備町の市場地内より川辺地内へ至る市域内かつ町域内完結路線である。

### 路線データ
- 起点：岡山県倉敷市真備町市場（岡山県道54号倉敷美袋線交点）
- 終点：岡山県倉敷市真備町川辺（国道486号交点）
- 実延長：3.8 km[注釈 1][1]

## 歴史
- 2005年（平成17年）8月1日 - 吉備郡真備町が浅口郡船穂町と共に倉敷市に編入合併。
- 2018年（平成30年）7月6日 - 平成30年7月豪雨が発生、沿線地域（岡田 - 辻田 - 川辺）[2]で甚大な被害。

## 路線状況

### 岡田新道
岡田新道は、川辺の艮御崎神社と岡田の石橋（岡田地区公園前）までを一直線に結ぶ道路で、その区間は岡山県道280号市場川辺線と重複している。
岡田新道は、岡田藩が1718年（享保3年）に着手して完成させた道路で、「一万石に過ぎたるものが三ツある。一に浦池、二に新道、三に館の時の鐘」と言われたものの一つである。当時の道幅は一間半ぐらいのもので、現在の道幅に広げられたのは1932年 - 1934年の救農土木事業による。
現在は国道486号が艮御崎神社の北側に通っているため、神社の西側の地下連絡通路から国道486号の北側に抜けて、岡山県道280号市場川辺線に合流している。

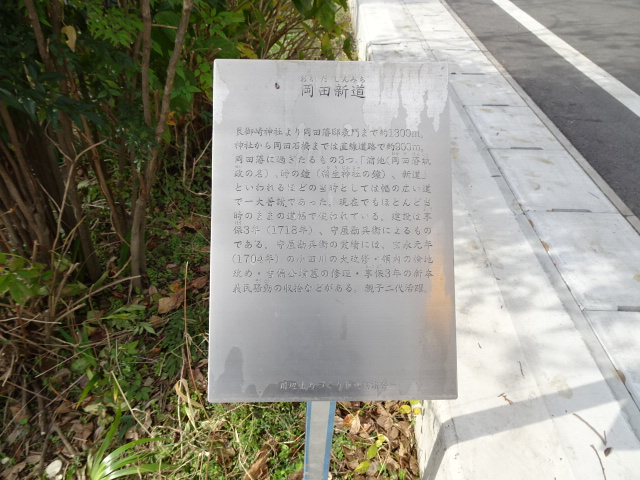
岡田新道の説明板
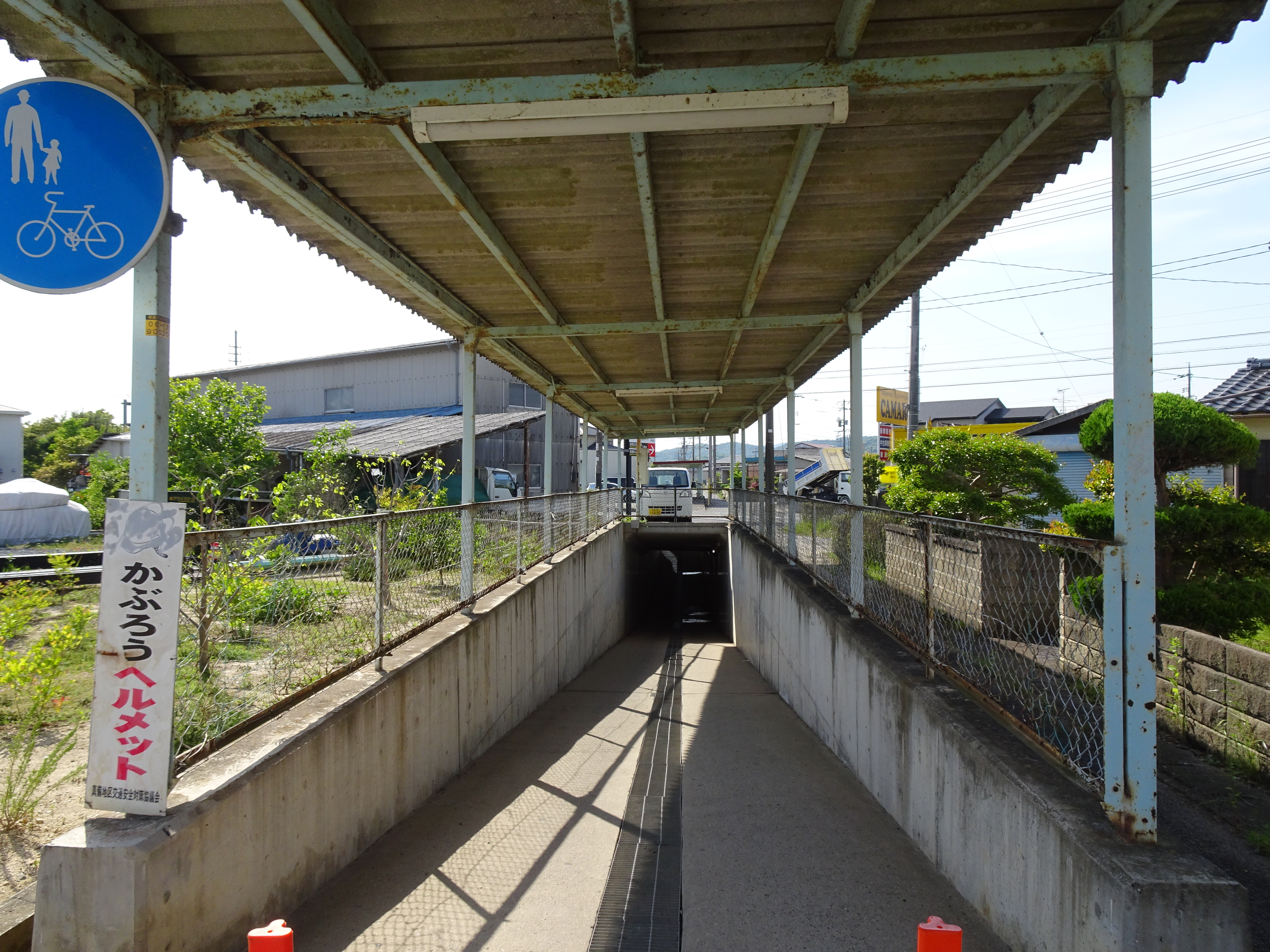
艮御崎神社の西側から国道486号の北側に抜ける地下連絡通路。
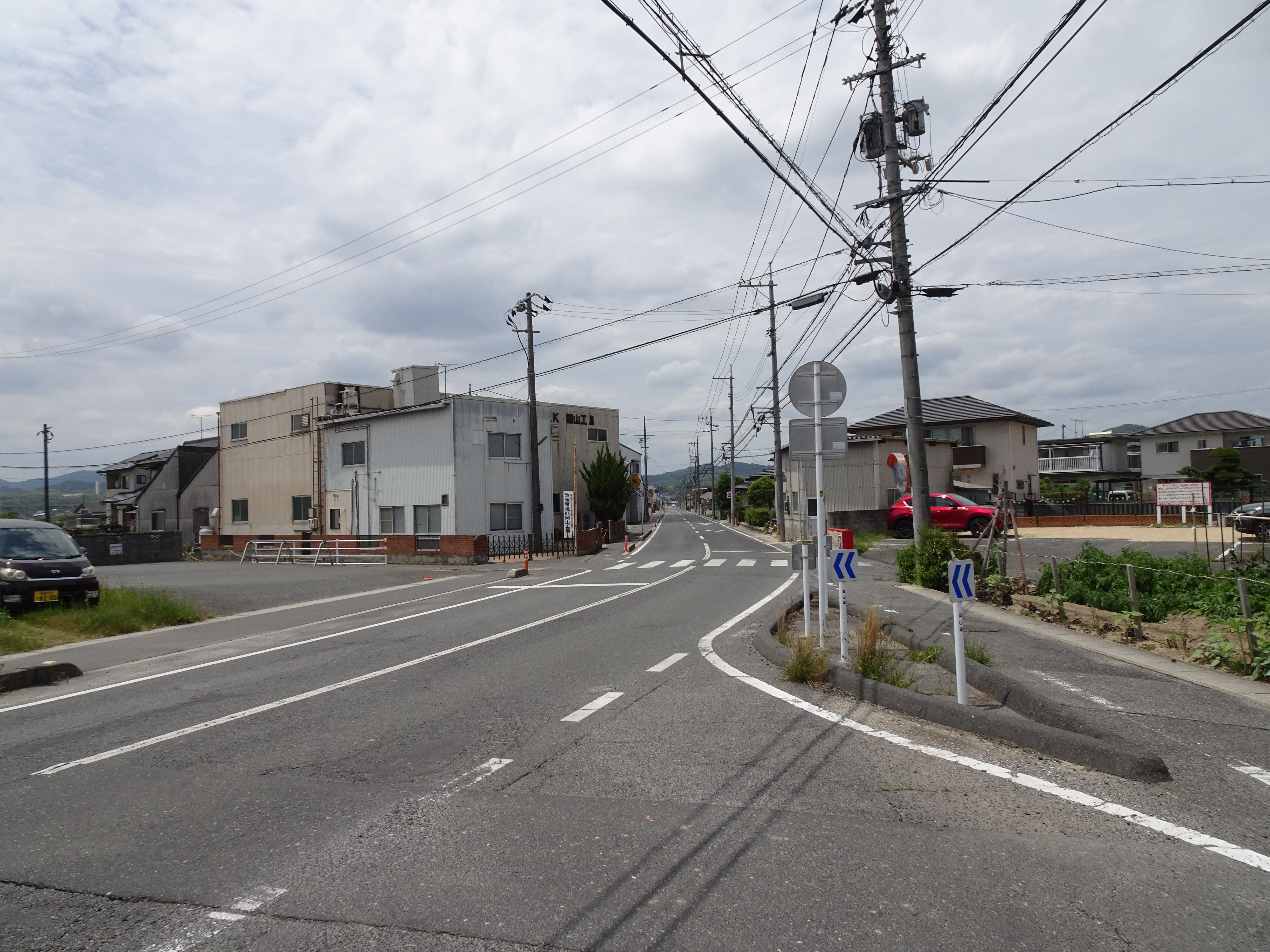
地下連絡通路を抜けて岡山県道280号市場川辺線に合流している岡田新道。

### 重複区間
- 岡山県道278号宍粟真備線（倉敷市真備町岡田）

## 地理

### 通過する自治体
- 岡山県
  - 倉敷市

### 交差する道路
| 交差する道路                         | 交差する場所 | 交差する場所 |
| ------------------------------------ | ------------ | ------------ |
| 岡山県道54号倉敷美袋線               | 真備町市場   | 起点         |
| 岡山県道278号宍粟真備線 重複区間起点 | 真備町岡田   |              |
| 岡山県道278号宍粟真備線 重複区間終点 | 真備町岡田   |              |
| 国道486号                            | 真備町川辺   | 終点         |

### 沿線
- 倉敷市立薗小学校（倉敷市真備町市場）
- 市場工業団地（倉敷市真備町市場）
- 倉敷市真備ふるさと歴史館（倉敷市真備町岡田）
- 倉敷市立岡田小学校（倉敷市真備町岡田）
- 横溝正史疎開宅（倉敷市真備町岡田）
- 倉敷市立真備東中学校（倉敷市真備町辻田）